# Tityus karaja
Espèce
Tityus karaja est une espèce de scorpions de la famille des Buthidae.

## Distribution
Cette espèce est endémique du Tocantins au Brésil. Elle se rencontre entre Peixe et Porto Nacional.

## Publication originale
- Lourenço, 2016 : « Une nouvelle espèce de Tityus C. L. Koch, 1836 (Scorpiones: Buthidae), collectée par Jean A. Vellard dans l’ancien état de Goias, aujourd’hui Tocantins, Bresil. » Revista Ibérica de Aracnología, no 28, p. 75-78.